# Saint-Baudille-et-Pipet
Saint-Baudille-et-Pipet è un comune francese di 268 abitanti situato nel dipartimento dell'Isère della regione dell'Alvernia-Rodano-Alpi.

## Curiosità
In Italia vi sono varie persone che portano il cognome Baudille, in particolare nelle regioni Lombardia, Calabria e Lazio.

## Società

### Evoluzione demografica
Abitanti censiti